# Trachycephalus atlas
Trachycephalus atlas là một loài ếch thuộc họ Nhái bén.
Đây là loài đặc hữu của Brasil.
Môi trường sống tự nhiên của chúng là rừng khô nhiệt đới hoặc cận nhiệt đới, xavan ẩm, vùng cây bụi khô khu vực nhiệt đới hoặc cận nhiệt đới, và đầm nước ngọt có nước theo mùa.
Chúng hiện đang bị đe dọa vì mất môi trường sống.